# Oratorium (Kirchenbau)

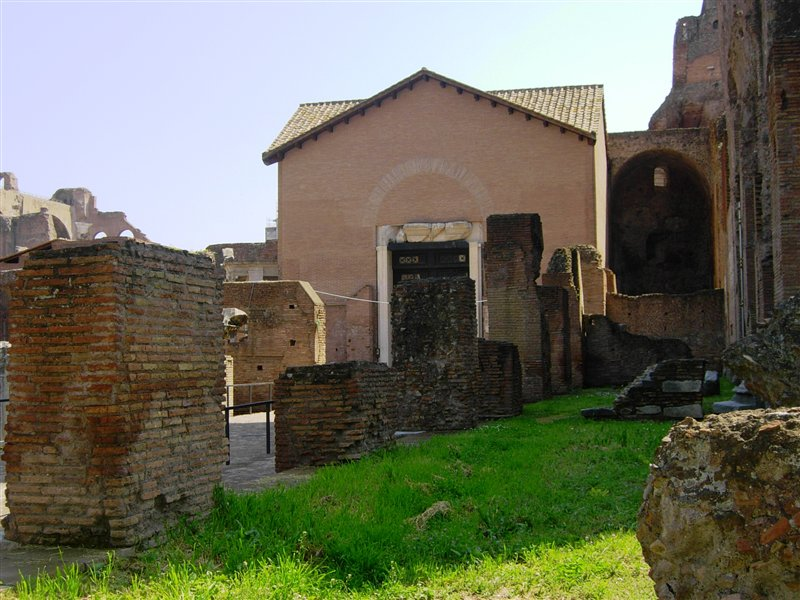
Oratorio dei SS. Quaranta Martiri (bei S. Maria Antiqua auf dem Forum Romanum)

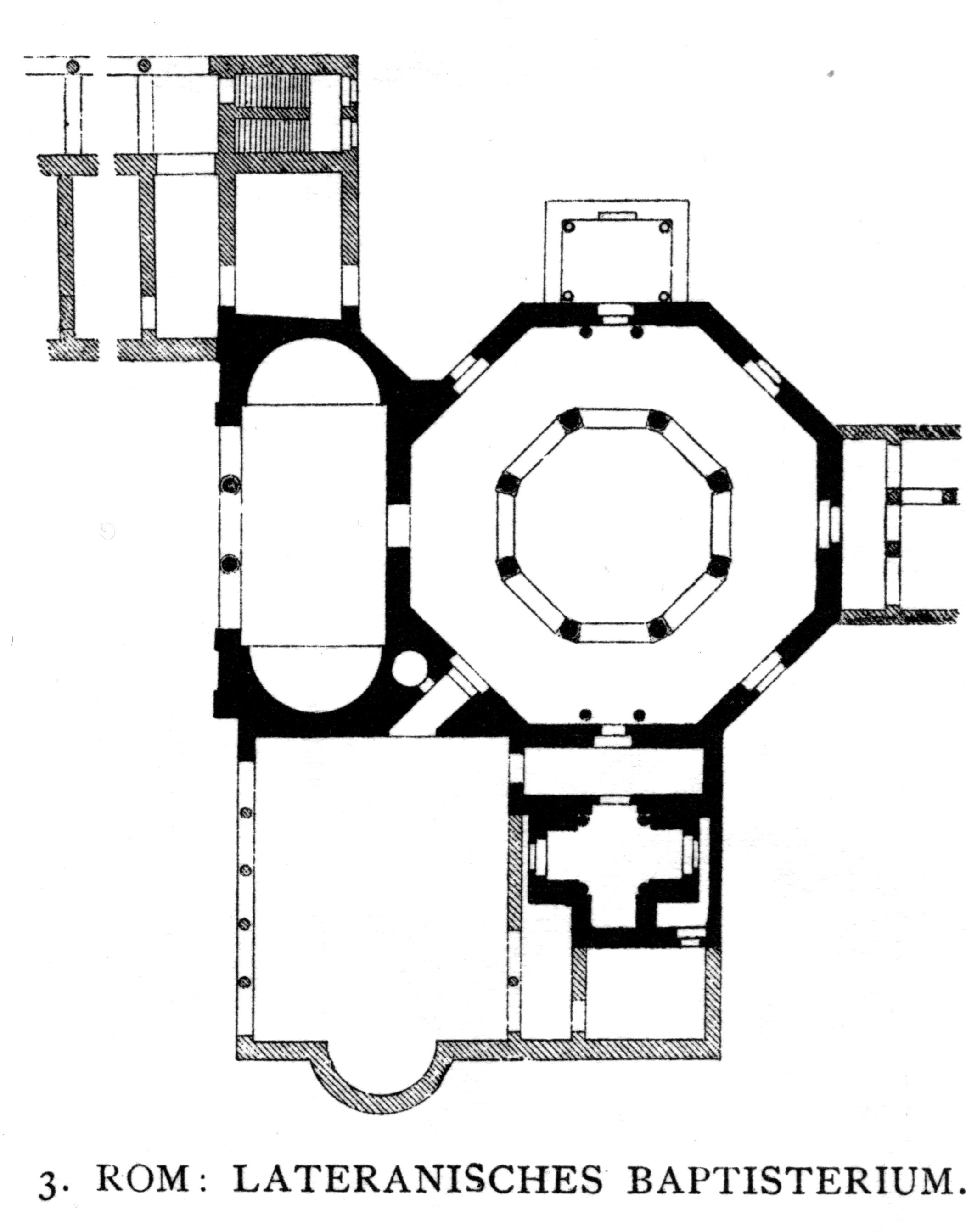
Grundriss des Lateran-Baptisteriums mit dem Oratorio di San Venanzio (Anbau links unten)

Oratorium (deutsch „Haus der Beter“, engl. „oratory“, franz. „oratoire“) war ursprünglich ein Versammlungsraum der frühen Christen in Privathäusern, später ein kapellenartiges Gebäude oder ein privater oder halböffentlicher Gebetsraum, der gegen den Hauptraum abgeschlossen ist.

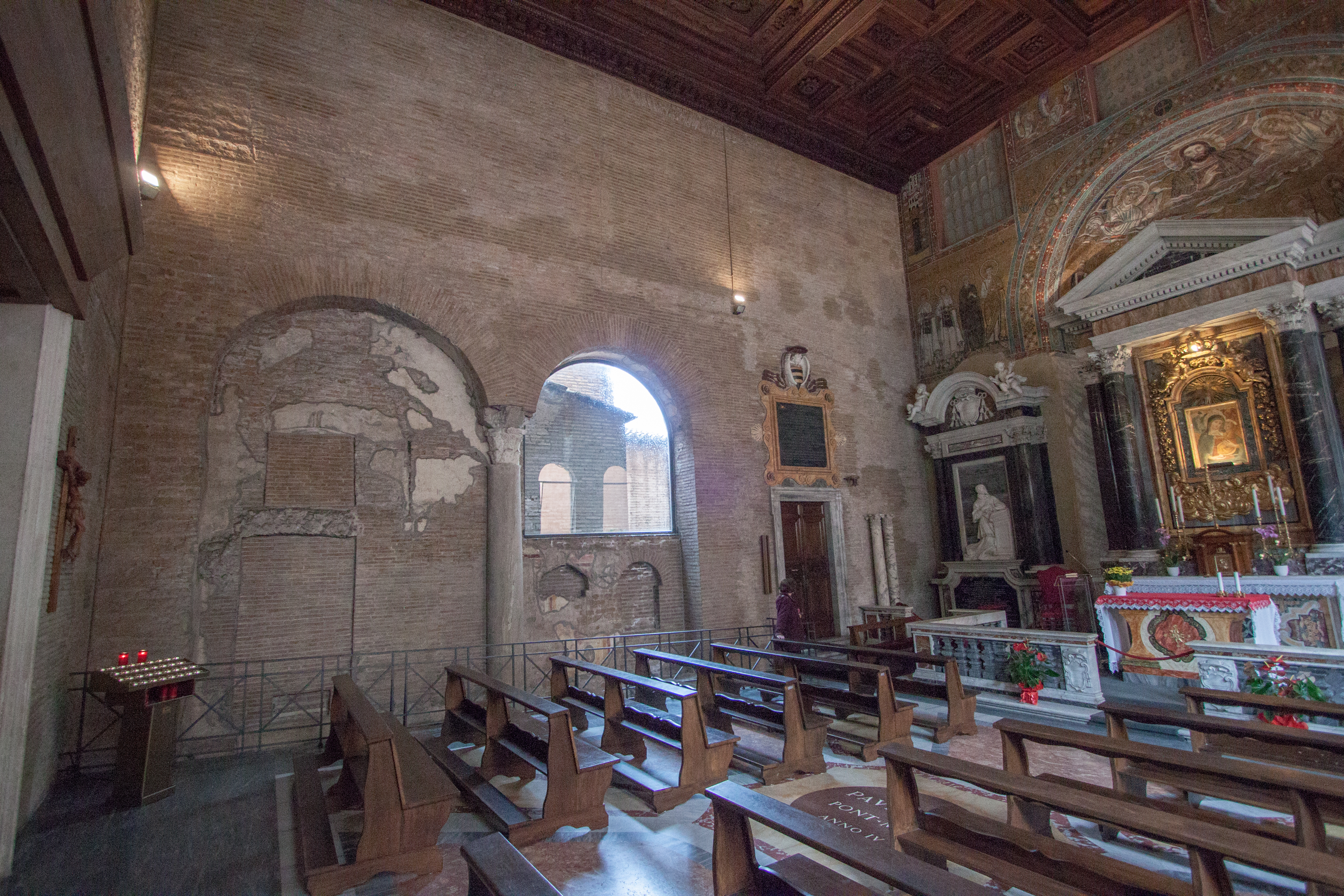
Oratorio di San Venanzio als Annexbau des Lateran-Baptisteriums

## Zur Geschichte
Der Ursprung der Oratorien liegt vermutlich darin begründet, an den Schreinen der Märtyrer für die Gläubigen einen Gebetsraum einzurichten, um ihnen das Gebet am Ort des Martyriums oder am Grab des Märtyrers oder in der Nähe seiner Reliquien zu ermöglichen. In Klöstern liegt das Oratorium meist im Klausurbereich oder in einem Nebenraum der Kirche. Oratorien befinden sich auch logenartig auf einer Empore des Chors oder des Langhauses mit Fenstern zum Hauptraum.
Der hl. Benedikt benutzte den Begriff Oratorium in seiner Regel, die im 6. Jahrhundert entstand, für den Ort, an dem sich die Gemeinschaft zum Gebet versammelt.
Der Codex Iuris Canonici (CIC), das Kirchenrecht der katholischen Kirche, unterschied in der Fassung von 1917 zwischen verschiedenen Arten von Oratorien: Privatoratorien (deren Gebrauch nur bestimmten Personen zustand, etwa einem Bischof oder einer Familie und deren Gästen), halböffentliche Oratorien (die den Gläubigen unter bestimmten Bedingungen offenstanden) oder öffentliche Oratorien (die zum Nutzen aller Gläubigen errichtet wurden).
Der CIC von 1983 unterscheidet nicht mehr zwischen öffentlichen, halböffentlichen oder privaten Oratorien. Der Begriff Oratorium definiert seitdem einen privaten Ort des Gebets für eine Gruppe oder Gemeinschaft, die nach Ermessen des Oberen den Gläubigen zugänglich gemacht werden kann. Diese Definition entspricht der des halböffentlichen Oratoriums aus dem CIC von 1917. Solche Oratorien können nur mit Erlaubnis des Diözesanbischofs errichtet werden, der vorher geprüft hat, ob das Oratorium „geziemend ausgestattet“ ist.

## Frühchristliche Beispiele in Rom
Zu den bekanntesten frühchristlichen Oratorien in Rom gehören:
- 4. Jh.: Oratorium unter der Basilika Santi Giovanni e Paolo (Rom): Private Gedenkstätte für dort verehrte Heilige.[3]

- 460: Oratorio della Santa Croce als Annexbau zum Lateran-Baptisterium: Ein 1588 zerstörter kreuzförmiger Zentralbau zur Aufbewahrung einer Kreuzreliquie.[4][5]

- 7. Jh.: Oratorio dei Quaranta Martiri: Gedächtnisstätte für die um 320 unter Kaiser Licinius in Armenien hingerichteten 40 Soldaten.[6][7]

- 640: Oratorio di San Venanzio als Annexbau zum Lateran-Baptisterium: Gedenkstätte für den Märtyrer Venantius von Salona, dessen Reliquien mit den Reliquien weiterer Märtyrer aus Dalmatien dort aufbewahrt wurden; das Apsismosaik mit der Theophanie Christi und mit Maria als Orantin zwischen Heiligen ist erhalten.[8][9]

- 706: Oratorium von Papst Johannes VII.: Marienkapelle früher im rechten äußeren Seitenschiff von Alt-St. Peter, die Papst Johannes VII. zunächst als sein Mausoleum vorgesehen hatte.[10][11]

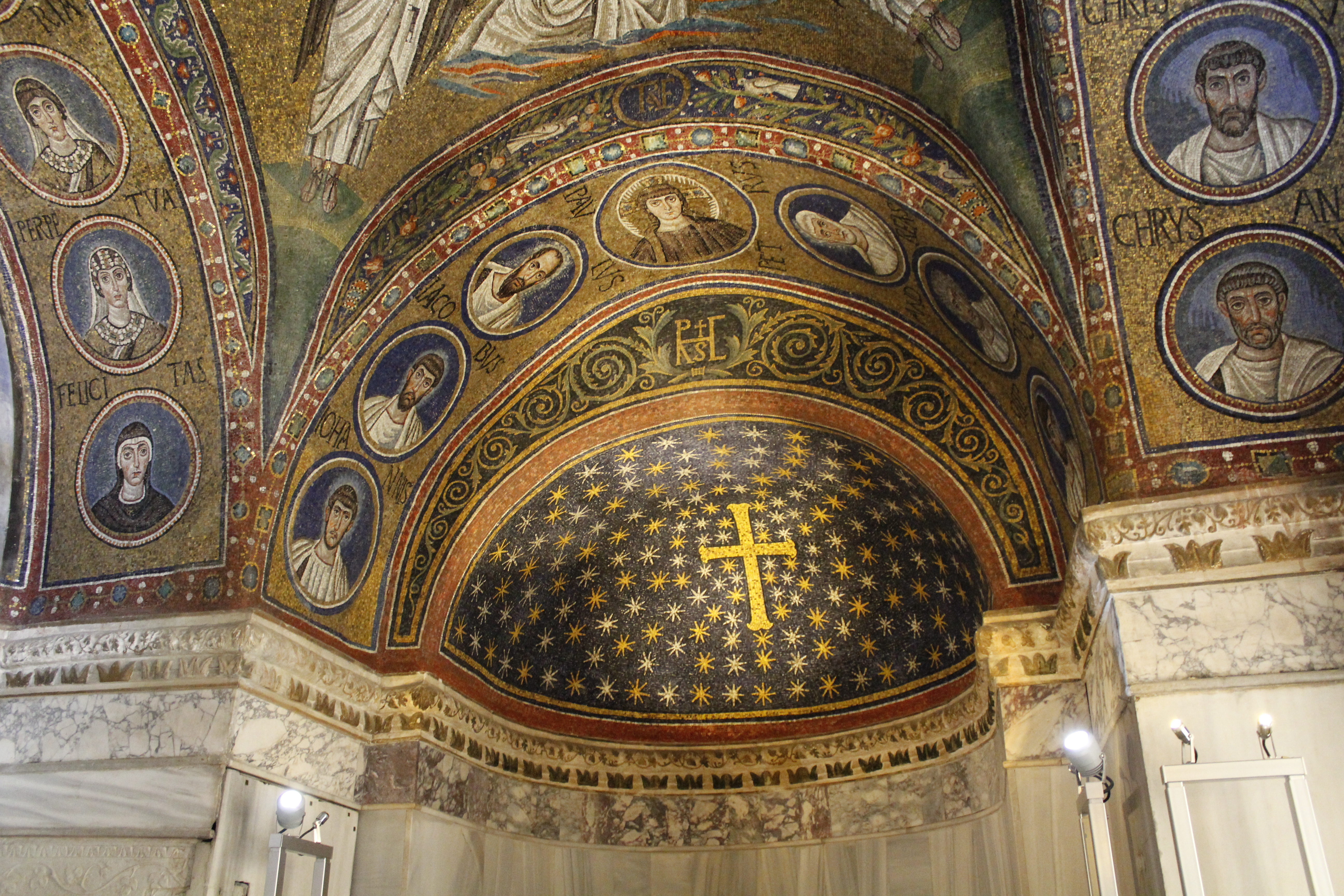
Erzbischöfliche Kapelle in Ravenna
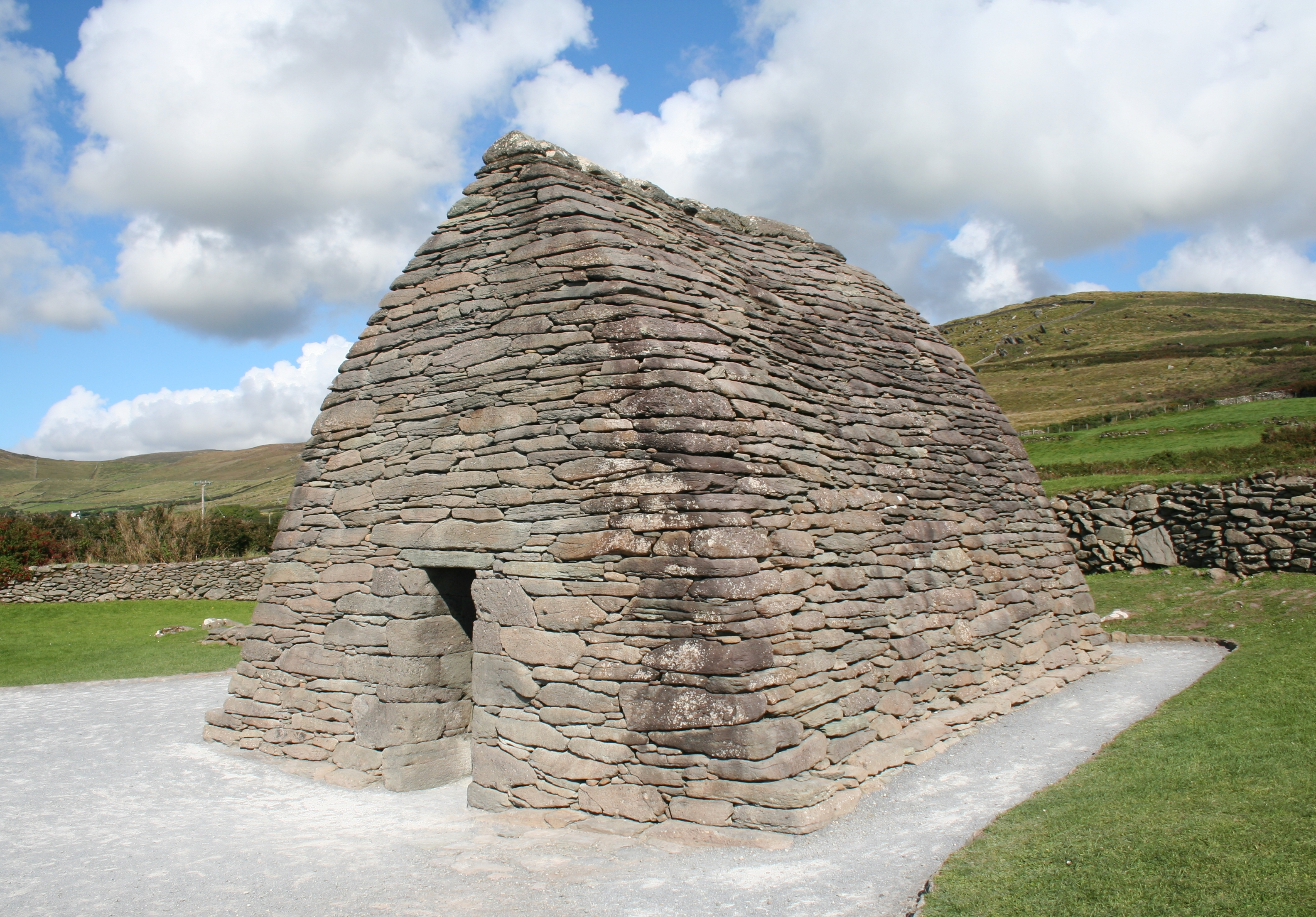
Oratorium der Iroschottischen Kirche in der Grafschaft Kerry
Grundriss des Oratoriums von Germigny-des-Prés
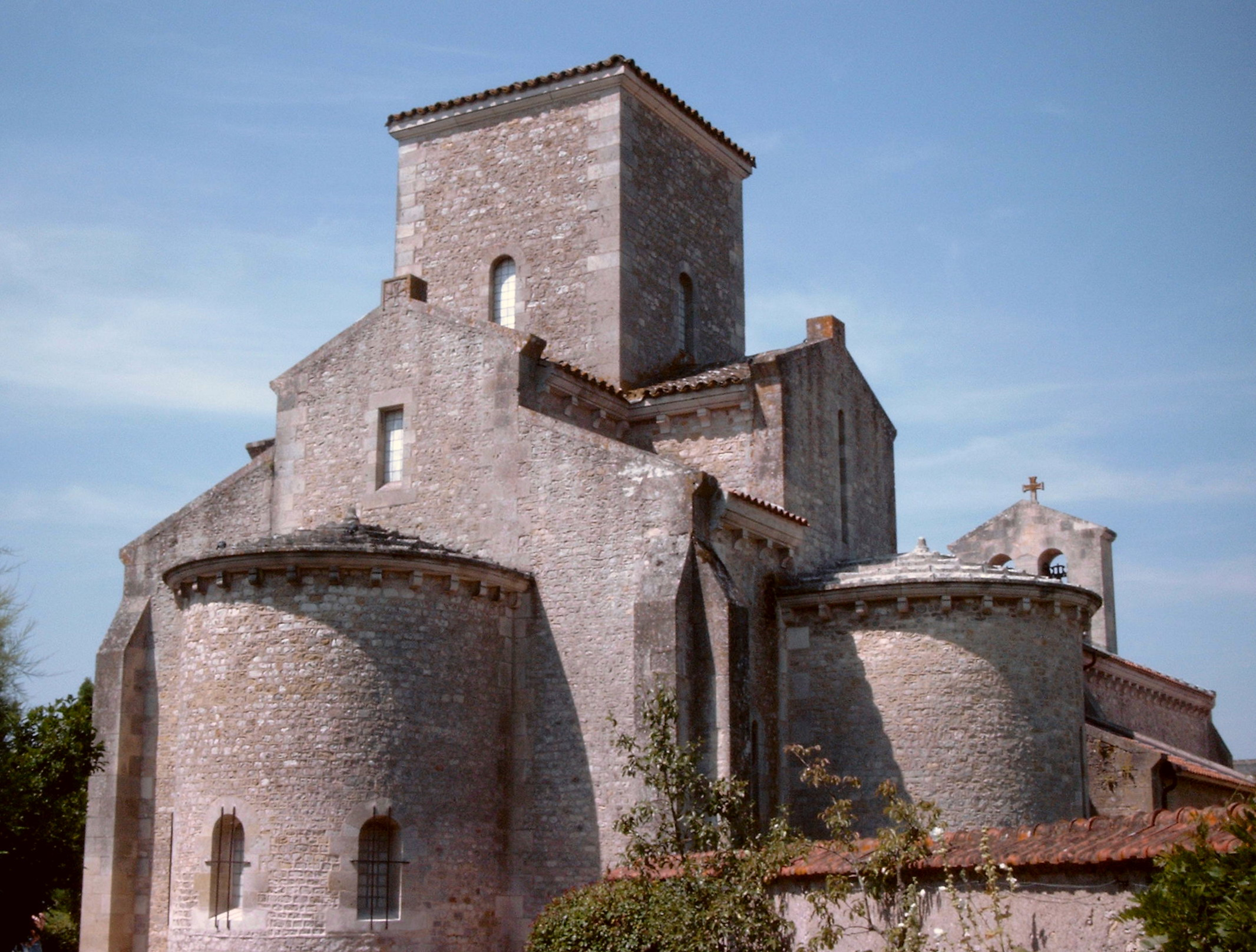
Abteikirche Germigny-des-Prés
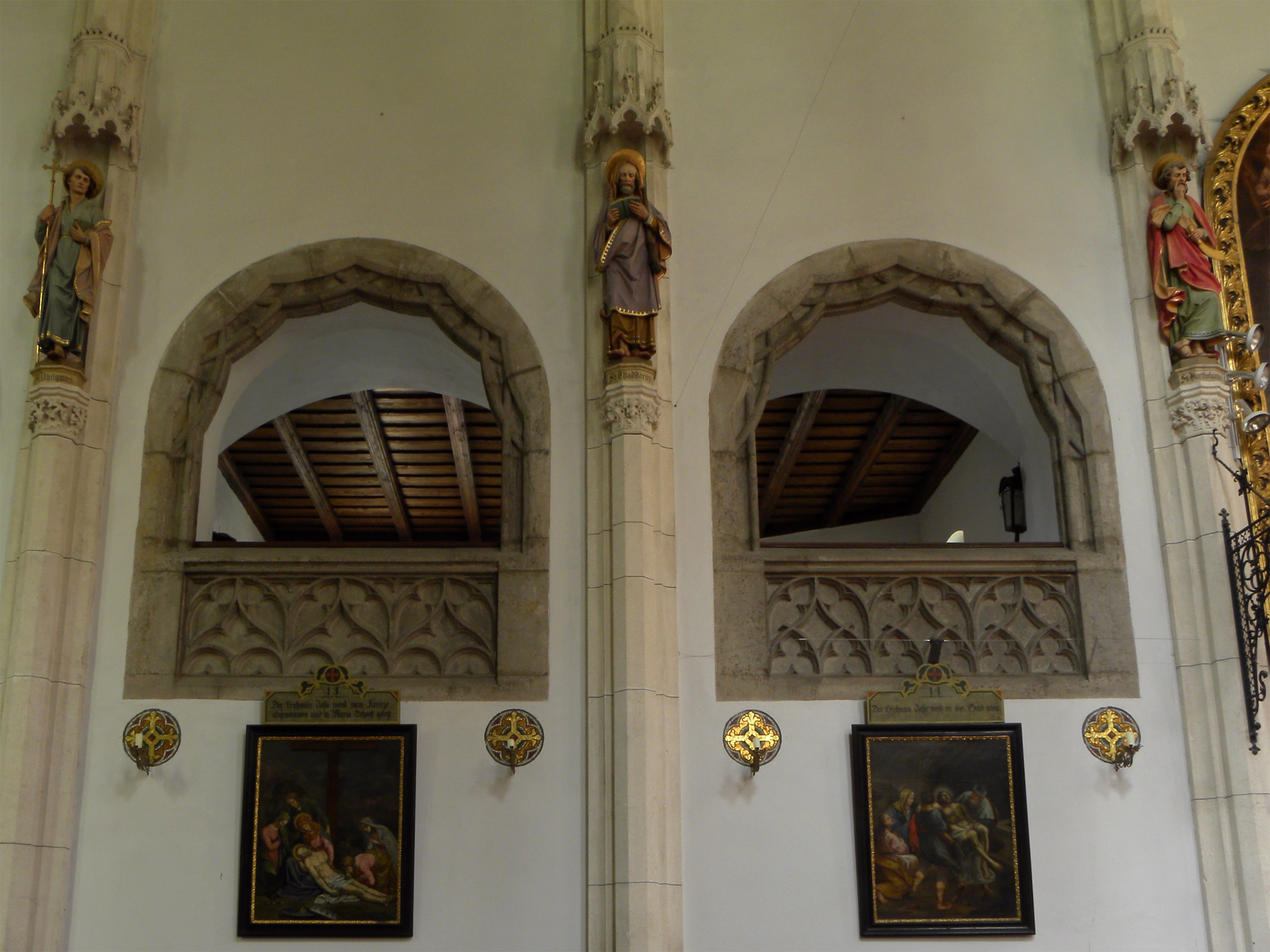
Maßwerkbrüstung zum Oratorium in der Pfarrkirche St. Oswald in Eisenerz
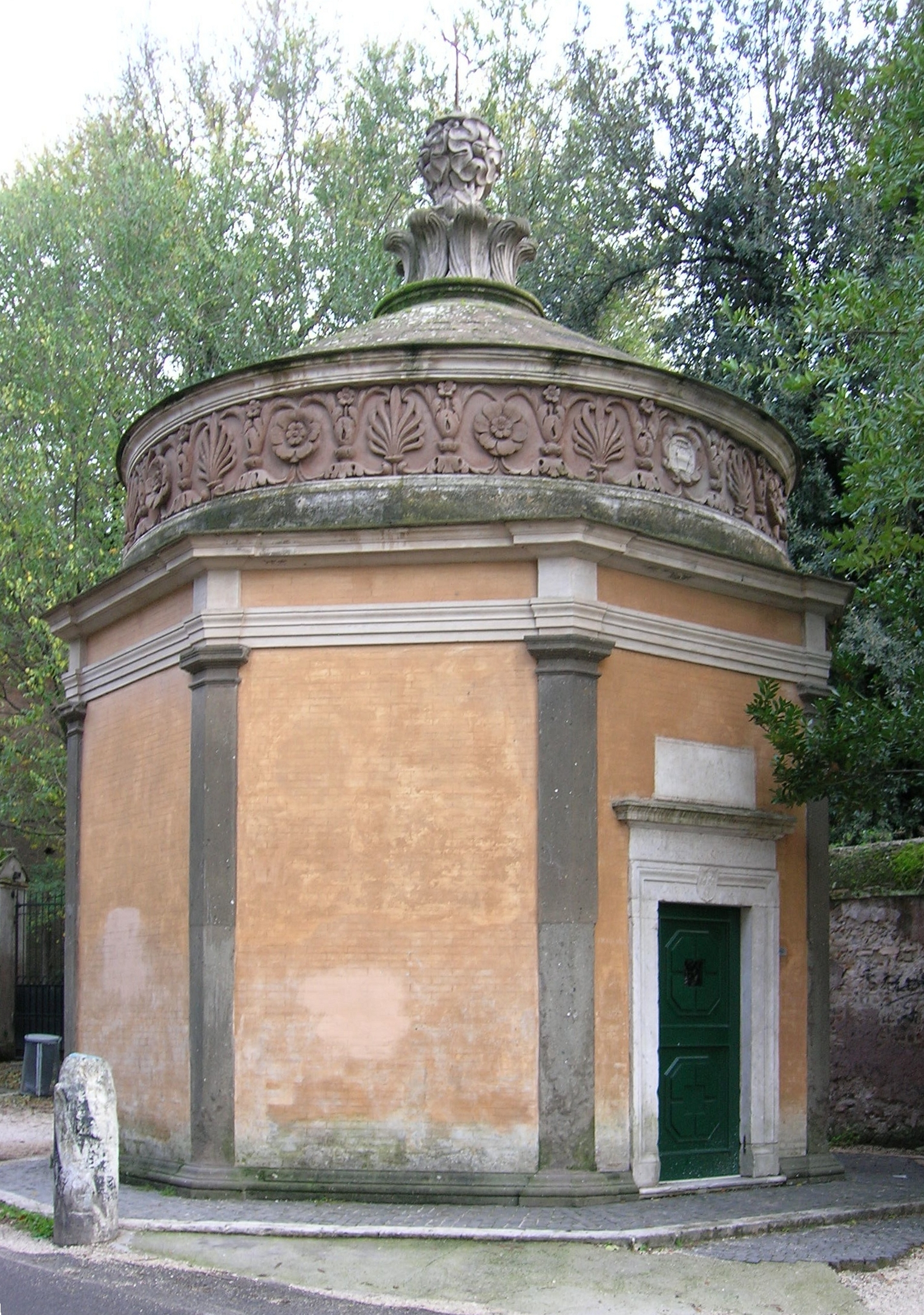
San Giovanni in Oleo an der Porta Latina in Rom
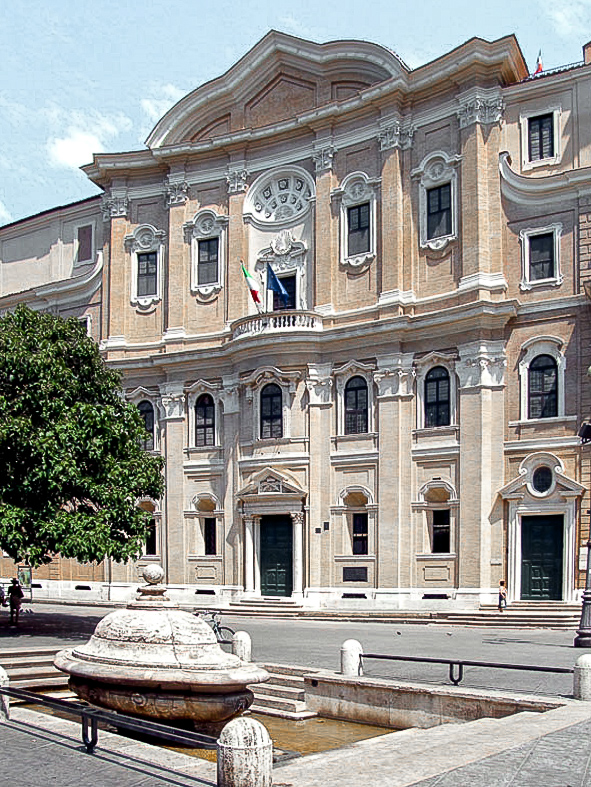
Oratorium des hl. Philipp Neri in Rom
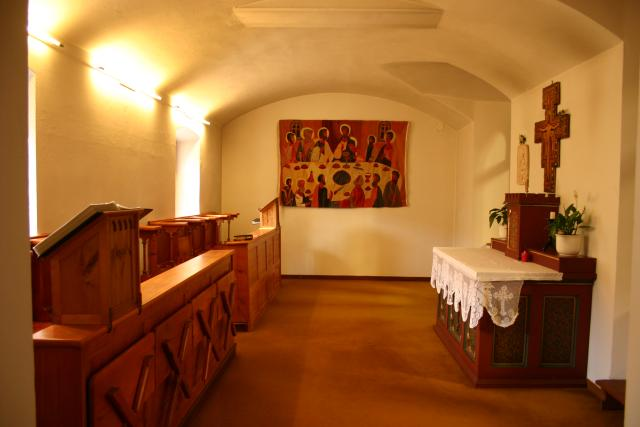
Oratorium im Franziskanerkloster Villach

## Weitere Beispiele
- 6. Jh.: Erzbischöfliche Kapelle (Ravenna): Auf kreuzförmigem Grundriss errichtete Kapelle im Bischofspalast von Ravenna, die mit ihren Mosaiken bis heute erhalten geblieben ist und deshalb zum Weltkulturerbe gehört.[12]

- 7. Jh.: Oratorium des hl. Céneré: Kleines Oratorium mit verbundener Kapelle in Saulges, Mayenne, Frankreich.

- 8. Jh.: Gallarus Oratory: Oratorium der Iroschottischen Kirche in der Grafschaft Kerry/Irland, errichtet in Trockenmauertechnik.

- 806: Oratorium von Germigny-des-Prés im Département Loiret/Frankreich: Das Oratorium war zunächst Hauskapelle von Theodulf, Bischof von Orleans und bildet heute den Kern der Abteikirche von Germigny-des-Prés. Dieser nach dem Vorbild der Aachener Pfalzkapelle errichtete Bau gehört zu den ältesten erhaltenen Kirchen Frankreichs.

- 1472: Oratorium in der Pfarrkirche St. Oswald (Eisenerz), Steiermark/Österreich.

- 1509: San Giovanni in Oleo an der Porta Latina in Rom: Das kleine Oratorium wurde von einem französischen Prälaten und Auditor an der Sacra Romana auf einem Terrain antiker Mausoleen errichtet.

- 1650: Oratorium des hl. Philipp Neri am Corso Vittorio Emanuele II in Rom: Es ist das von Francesco Borromini erbaute Konventsgebäude der von Philipp Neri um 1560 gegründeten Bruderschaft (links neben der Kirche Santa Maria in Vallicella, genannt Chiesa Nuova), wo auch die musikalische Gattung des Oratoriums entstanden ist.

- 1896: Oratorium im Franziskanerkloster Villach in Kärnten/Österreich.